# Дадашев, Шейхали Алескерович
Шейхали Алескерович Дадашев (туркм. Şеýhali Aleskeroviç Dadaşev, азерб. Şıxəli Ələsgəroviç Dadaşov; 10 января 1913, Баку — 1995, там же) — советский азербайджанский и туркменский нефтяник, Герой Социалистического Труда (1965). Почётный нефтяник СССР, заслуженный нефтяник Туркменской ССР (1964).

## Биография
Родился 10 января 1913 года в городе Баку.
Окончил Азербайджанский индустриальный институт (1935).
С 1934 года — рабочий буровой конторы треста «Азизбековнефть» Министерства нефтяной промышленности Азербайджанской ССР. С 1942 года — главный инженер буровой конторы треста «Туркменнефть», с 1948 года — заместитель начальника, с 1960 года — начальник объединения «Туркменнефть», с 1976 года по 1978 год — генеральный директор производственного объединения «Туркменнефть».
Будучи заместителем начальника Управления, а затем объединения «Туркменнефть» (1948—1960), был одним из руководителей по проведению широкомасштабных геологоразведочных работ на территории Западного Туркменистана, которое увенчалось открытием нефтяного месторождения Кум-Даг (1948) и глубоких залежей на Челекенском нефтяном месторождении (1952), возродивших этот нефтегазоносный район. За открытие месторождения Кум-Даг присуждена Сталинская премия (1951).
Указом Президиума Верховного Совета СССР от 16 марта 1965 года за выдающиеся заслуги в развитии сельского хозяйства, промышленности и науки Туркменской ССР Дадашеву Шейхали Алескеровичу присвоено звание Героя Социалистического Труда с вручением ордена Ленина и золотой медали «Серп и Молот».
Активно участвовал в общественной жизни Туркмении. Член КПСС с 1944 года. Член ЦК КП Туркмении (1961—1978), делегат XXII и XXIV съездов КПСС. Депутат Верховного Совета Туркменской ССР 6-го, 7-го, 8-го и 9-го созывов.
После выхода на пенсию проживал в Баку.
Скончался в 1995 году.